# 764 Gedania
764 Gedania eller 1913 SU är en asteroid i huvudbältet, som upptäcktes 26 september 1913 av den tyske astronomen Franz H. Kaiser i Heidelberg. Den är uppkallade efter staden Gdańsk.
Asteroiden har en diameter på ungefär 58 kilometer.